# Asclepias schaffneri
Asclepias schaffneri är en oleanderväxtart som beskrevs av Asa Gray. Asclepias schaffneri ingår i släktet sidenörter, och familjen oleanderväxter. Inga underarter finns listade i Catalogue of Life.